# Sage Kotsenburg
Sage Kotsenburg (ur. 27 lipca 1993 w Coeur d’Alene) – amerykański snowboardzista, specjalizujący się w konkurencjach slopestyle i Big Air, mistrz olimpijski.

## Kariera
Po raz pierwszy na arenie międzynarodowej pojawił się 15 grudnia 2006 roku w Breckenridge, gdzie w zawodach FIS Race zajął 55. miejsce w halfpipe’ie. Nigdy nie startował na mistrzostwach świata juniorów. W zawodach Pucharu Świata zadebiutował 17 stycznia 2013 roku w Copper Mountain, zajmując 17. miejsce w slopestyle'u. Tym samym już w swoim debiucie wywalczył pierwsze pucharowe punkty. Nigdy nie stanął na podium zawodów tego cyklu. Najlepsze wyniki w osiągnął w sezonie 2012/2013, kiedy to zajął 38. miejsce w klasyfikacji generalnej AFU, a w klasyfikacji slopestyle'u był dwunasty.
Największy sukces osiągnął w 2014 roku, zdobywając złoty medal w slopestyle'u na igrzyskach olimpijskich w Soczi. Był to debiut tej konkurencji w programie olimpijskim, został więc pierwszym w historii mistrzem olimpijskim w slopestyle'u. Pokonał tam Ståle Sandbecha z Norwegii i Kanadyjczyka Marka McMorrisa. Startował także na rozgrywanych rok wcześniej mistrzostwach świata w Stoneham, gdzie zajął 20. miejsce w slopestyle'u.

## Osiągnięcia

### Igrzyska olimpijskie
| Miejsce | Dzień    | Rok  | Miejscowość | Konkurencja | Zwycięzca |
| ------- | -------- | ---- | ----------- | ----------- | --------- |
| 1.      | 8 lutego | 2014 | Soczi       | Slopestyle  | -         |

### Mistrzostwa świata
| Miejsce | Dzień       | Rok  | Miejscowość | Konkurencja | Zwycięzca     |
| ------- | ----------- | ---- | ----------- | ----------- | ------------- |
| 20.     | 18 stycznia | 2013 | Stoneham    | Slopestyle  | Roope Tonteri |
| DNS     | 20 stycznia | 2013 | Stoneham    | Big Air     | Roope Tonteri |

### Puchar Świata

#### Miejsca w klasyfikacji generalnej
- - AFU[2]
- sezon 2012/2013: 38.
- sezon 2013/2014: 89.
- sezon 2015/2016: 80.